# Michael Stoschek
Michael Stoschek (* 11. Dezember 1947 in Coburg) ist ein deutscher Unternehmer sowie Gesellschafter und Vorsitzender der Gesellschafterversammlung der Brose Fahrzeugteile SE & Co. KG. Der Erbe des Wehrwirtschaftsführers Max Brose war von Januar 2007 bis Juni 2008 Präsident der Industrie- und Handelskammer zu Coburg.

## Leben

### Familie
Stoschek wurde als Sohn des damaligen Intendanten des Landestheaters Coburg Walter Stoschek geboren. Seine Mutter Christa war Schauspielerin und jüngste Tochter des nationalsozialistischen Wehrwirtschaftsführers und Firmengründers Max Brose. Nach einer begonnenen kaufmännischen Ausbildung in dem familieneigenen Unternehmen und einer Stammhauslehre bei Siemens übernahm Stoschek 1971 im Alter von 23 Jahren von seiner Tante Gisela Brose die Geschäftsführung des Familienunternehmens mit 1.000 Mitarbeitern und 50 Millionen DM Umsatz. Ende 2005 übergab er bei 2,2 Milliarden Euro Umsatz und 9.000 Mitarbeitern die Geschäftsleitung an Jürgen Otto, einen Manager außerhalb der Besitzerfamilie, unter dem Brose bis zu seinem Ausscheiden Ende 2017 auf 6,3 Mrd. Euro Umsatz mit 23.000 Mitarbeitern wuchs. 2005 und 2014 wurde er zum Familienunternehmer des Jahres gewählt.
Michael Stoschek ist seit 1972 verheiratet und Vater von Tochter Julia Stoschek sowie Sohn Maximilian.

### Außerberufliches Engagement
Als Ehrenbürger seines Wohnortes Ahorn errichtete und unterhält er dort ein Bürgerhaus sowie zwei Kinder- und Jugendhäuser. Die gemeinnützigen Zwecke finanziert er seit seinem Austritt aus der evangelischen Kirche im Jahr 1974 mit der nicht mehr zu zahlenden Kirchensteuer. Anlass war die Kirchensteuerforderung auch auf nicht ausgeschüttete Gewinne der Firma Brose, die damals eine Personengesellschaft war.
In Bamberg ist Stoschek Vorsitzender des Kuratoriums der Stiftung Weltkulturerbe. Im Jahr 2004 wurde ihm das Bundesverdienstkreuz 1. Klasse verliehen. Am 29. Juli 2010 empfing er den Bayerischen Verdienstorden.
Nach einem verheerenden Feuer in der Coburger Altstadt an Pfingsten 2012 stellte Stoschek zusammen mit seiner Schwester Christine Volkmann fünf Millionen Euro an Soforthilfe zur Verfügung, um die Folgen abzumildern.
Im Frühjahr 2007 wurde er einstimmig zum Präsidenten der Industrie- und Handelskammer zu Coburg gewählt, ein Amt, das auch schon sein Großvater von 1935 bis 1943 innehatte, doch schon im Juni 2008 legte Stoschek sein Amt als IHK-Präsident wieder nieder. Seinen Rücktritt begründete er unter anderem mit der Wiederwahl Kastners als Coburger Oberbürgermeister. Nachfolger Stoscheks ist sein früherer Stellvertreter Friedrich Herdan.
Am 28. Februar 2019 ehrte ihn die Stadt Coburg mit ihrer zweithöchsten Auszeichnung, dem Goldenen Ehrenring, für seine Verdienste sowie sein vielfältiges Engagement. Nach der Verleihung der Ehrenbürgerwürde an den ehemaligen Oberbürgermeister Norbert Kastner am 20. Dezember 2019 gab er aus Verärgerung darüber Anfang 2020 der Stadt Coburg den Ehrenring zurück.

### Sport
Der Sport gehört zu den weiteren Schwerpunkten von Stoschek. Er war mehrfacher Bayerischer Meister im Springreiten und gewann als Rallyefahrer 2006 die Rallye-Europameisterschaft für Fahrzeuge bis Baujahr 1975 mit einem Porsche 911 S Baujahr 1972. Daneben unterstützt sein Unternehmen ab 2006 als Hauptsponsor den Basketballverein Bamberg Baskets (Namen von 2006-13 Brose Baskets und 2016-23 Brose Bamberg), nachdem es sich als Sponsor des Coburger Handballvereins HSC 2000 Coburg zurückgezogen hatte, dieses Sponsoring-Engagement endete 2024. Zusätzlich sponsert Brose den HC Erlangen und den BBC Coburg (Stand 2017).
2008 entwickelten Michael Stoschek und sein Sohn Maximilian den New Stratos, eine Reminiszenz an den und Neuinterpretation des Lancia Stratos HF aus den 1970er Jahren. Gebaut als Einzelstück war immer wieder eine Serienfertigung im Gespräch. Eine potentielle Serienversion wurde schließlich auf dem 88. Genfer Auto-Salon im März 2018 präsentiert. Unter Verwendung vorhandener Designvorgaben und Techniken sollte so eine Kleinserie entstehen.

## Kontroverses und Kritik
Obwohl das Verhältnis zwischen Stoschek und dem Coburger Oberbürgermeister Norbert Kastner lange Zeit gut war, wurde dieses über die Jahre zunehmend angespannter. Konfliktpunkt war unter anderem die von der Stadtratsmehrheit im Jahr 2004 abgelehnte Umbenennung der „Von-Schultes-Straße“ in „Max-Brose-Straße“. Der Stadtrat lehnte die Umbenennung lange Zeit wegen Max Broses Wirken als NSDAP-Mitglied, Wehrwirtschaftsführer und Ausbeuter von Zwangsarbeitern ab. Stoschek akzeptierte diese Entscheidung nicht und versuchte über viele Jahre und mehrere Bürgermeister seinen Willen durchzusetzen, bis der Stadtrat im Mai 2015 der Umbenennung zustimmte. Dies wurde von Historikern, dem Zentralrat der Juden, sowie weiten Teilen der Coburger Zivilgesellschaft stark kritisiert.
Zusätzlich kam es zu Streitigkeiten über das von der Firma Brose auf dem Coburger Südkreisel angebrachte Begrüßungsschild, welches ohne Absprache mit der Stadt mit Werbung für Stoscheks Unternehmen versehen war. Auch das von Stoschek im Jahr 2006 initiierte Neue Innenstadtkonzept führte zu hitzigen Diskussionen mit dem Oberbürgermeister.
Im Rahmen der langjährigen Auseinandersetzung mit der Stadt Coburg um den abgelehnten Ausbau der Bundesstraße 4, trat Stoschek im März 2021 aus der CSU aus. Diesen Schritt begründete er mit der mangelnden Unterstützung von lokalen Parteivertretern und dem Desinteresse des Ministerpräsidenten Markus Söder, sich um die Wiederaufnahme der Ausbaupläne zu bemühen. Stoschek knüpfte in der Vergangenheit wiederholt Investitionen in den Brose Standort Coburg an den Ausbau der Autoverkehrsinfrastruktur. Auch wurde die Stadt Coburg von ihm unter Druck gesetzt, den Straßennamen des Firmensitzes in „Max-Brose-Straße“ zu ändern.
2015 musste sich Stoschek für Urkundenfälschung und Kennzeichenmissbrauch vor dem Amtsgericht Coburg verantworten, weil er auf seinem Porsche 911 illegale Klebekennzeichen statt Nummernschildern angebracht hatte. Laut Staatsanwaltschaft sei das Ablesen des Klebekennzeichens auf der Fotografie einer Geschwindigkeitsmessung nicht möglich, wodurch Stoscheks Sportwagen bei Geschwindigkeitsverstößen nicht identifiziert werden könne. Er gab zu, die Klebekennzeichen bereits mehrere Jahre ohne Genehmigung verwendet zu haben. Grund dafür sei die Optik des Autos. Ein zulässiges Nummernschild habe den Kühler teilweise verdeckt und laut Stoschek potenziell „thermische Probleme“ verursachen können. In einem Interview mit Spiegel Online wiederum begründete Stoschek das Klebekennzeichen mit dem Luftwiderstand eines regulären Kennzeichens, das den Spritverbrauch erhöhe. Das Verfahren wurde gegen eine Strafzahlung von 150.000 € eingestellt.